# Herbert Emery Hitchcock
Herbert Emery Hitchcock (ur. 22 sierpnia 1867 w Maquokecie, zm. 17 lutego 1958 w Mitchell) – amerykański prawnik i polityk.
W latach 1936–1938 reprezentował stan Dakota Południowa w Senacie Stanów Zjednoczonych.